# CREST综合征
CREST综合征，即局限性硬皮病，是系统性硬皮病的一个亚型 。它的名字来源于疾病的典型表现：钙质沉着（Calcinosis, C）、雷诺氏综合征（Raynaud's syndrome, R）、食道运动功能障碍（Esophageal dysmotility, E）、指端硬化（Sclerodactyly, S）、毛细血管扩张（Telangiectasis, T）。